# رامبرانت (فیلم ۱۹۴۲)
«رامبرانت» (انگلیسی: Rembrandt) یک فیلم است که در سال ۱۹۴۲ منتشر شد. از بازیگران آن می‌توان به تئودور لوس اشاره کرد.